# Korōri
Œuvres principales
- Fujiokaya nikki (藤岡屋日記)
- Nishiki-e shinbun (錦絵新聞)

Le Korōri (虎狼狸) ou (狐狼狸), est un yōkai, créature du folklore japonais, apparu dans la presse, à la fin de la période Edo.

## Description
Dans son aspect général, le korōri se caractérise comme un hybride de plusieurs animaux carnivores, le tigre, le loup, le renard, le tanuki ou encore la belette. Il s'installe dans les maisons et infecte les humains par des miasmes flottant dans l'air ou en bien s'infiltrant dans l'intérieur leurs corps, les tuant au bout de quelques jours. Si la personne infectée arrive à guérir, il s'enfuit du lieu qu'il a infecté à la recherche d'une nouvelle victime.
Mais le korōri se définit d'abord comme un monstre associé aux symptômes du choléra, une maladie décrite comme la première épidémie de masse transmise au Japon depuis la fin de la fermeture des frontières. Certains folkloristes pensaient, que le nom korōri était une déformation du mot choléra par l'argot, mais cette théorie ne fait plus l'unanimité .
En effet, la maladie sera d'abord désignée à l'échelle régionale par des termes comme teppō (鉄砲, l'arme à feu) ou encore kenkyū (見急, hâte, urgence). Mais c'est par l'adoption du terme korori "mort subite", de l'expression mikka korori "mort en trois jours", que le terme va commencer a se apparaître. Comme le terme korori ne possédait pas de kanji, les auteurs ont associé la maladie avec de nouvelles significations : Dans le Ansei korori ryūkōki (安政箇労痢流行記概略, "Annales de l’épidémie de korori de l’ère Ansei"), le mot "korori" est cette fois-ci écrit en kanjis : le kanji (痢, ri) pour exprimer la diarrhée, associé aux kanjis du tigre (虎, ko) et du loup (狼, rō) pour exprimer une "diarrhée particulièrement pénible". Le renard (狐、ko) et le tanuki (狸, ri), apparaissent ponctuellement dans les différents documents, faisant de cette créature une chimère tigre-loup-tanuki (虎狼狸) ou bien renard-loup-tanuki (狐狼狸). Mais c'est cette première qui sera davantage utilisée, le tigre et le loup étant là pour marquer le caractère implacable de la maladie et le renard et le tanuki pour marquer son caractère insaisissable, allant et venant tel un fantôme. Le terme kori (狐狸, renard et tanuki) étant plutôt un terme associé aux esprits farceurs.

## Origine
Grâce a son éloignement géographique et a la fermetures des frontières nationales, le Japon a relativement été épargné par les différentes maladies qui touchaient les autres pays du monde par l'intermédiaire du commerce international. Toutefois, c'est par l'intermédiaire du commerce avec la Chine que le choléra apparaîtra pour la première fois en 1822, touchant d'abord les îles situées à l'extrémité-ouest, Okinawa et l’île de Kyūshū, avant de se propager petit à petit vers l'est, sans atteindre Édo.
Ce n’est qu’en 1858 que le choléra est arrivé aux portes d’Edo. Par l'intermédiaire d'un navire de la flotte américaine de Matthew Perry, qui avait fait escale en Chine puis Nagasaki auparavant.
L’infection fut extrêmement rapide et violente. Et rien que dans l'enceinte de la ville d'Édo, la ville la plus peuplée du monde à l'époque, avec plus d’un million d’habitants. Le choléra aurait fait entre 100 000 et 300 000 victimes, faisant d'elle la première grande épidémie de masse au Japon.

## Mentions

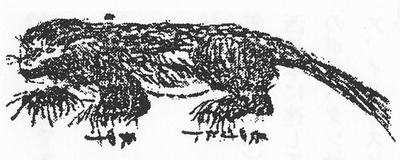
Le korerajū (コレラ獣) dans le Fujiokaya nikki (藤岡屋日記).

Ce phénomène de contagion, étant inédits pour la population de l’époque, certaines personnes pensait donc qu’il s’agissait en fait de l’œuvre d’un monstre, allant jusqu’a reprendre de fausses rumeurs, transmises par le bouche à oreille ou la presse,.
Le choléra a continuer a se propager par vagues successive durant la fin de l’ère Édo. Au cours de la troisième épidémie de choléra, en 1862, le fujiokaya-shinbun, un journal relatant des faits de société de l’époque, raconte l’histoire d’un patient vivant a de Mitsugi, dans le district de Tama, qui aurait capturé et mangé, un animal semblable a une belette, peu après qu’il se soit rétabli du choléra.
D’autres témoignages similaires, issus de la même localité, parlent de bêtes ayant tentés de quitter leur maison après que des patients se soient rétabli de la maladie. Et dans les villages de Nakafuji et de Yaho à Tama, des bêtes similaires auraient été trouvées dans les corps de personnes décédées du choléra. Ces dernières se serait échappées du corps de leur victimes.
Le korōri est bien sûr mentionné, mais un des auteurs du fujiokaya-shinbun, Yuzo Sudo, évoque également une origine américaine à ces bêtes et aux phénomènes de possession (osaki, 尾先) qu'elles créent.
Ces croyances autour de la créature persisteront encore pendant des décennies, mais au cours de la période Meiji, un article du journal Nishiki-e daté du 21 septembre 1877 décrit une bête ressemblant à un tanuki dont le corps serait marqué de rayures de tigre, qu’il est désignée sous le nom de korōrijū 虎狼狸獣, la bête korōri). À la fin de l’article, l’auteur déclare que cette créature, bien qu’inexistante dans la réalité, est avant tout une incarnation irrationnelle de la terreur ressentie par les malades du choléra.